# Robin Stjernberg

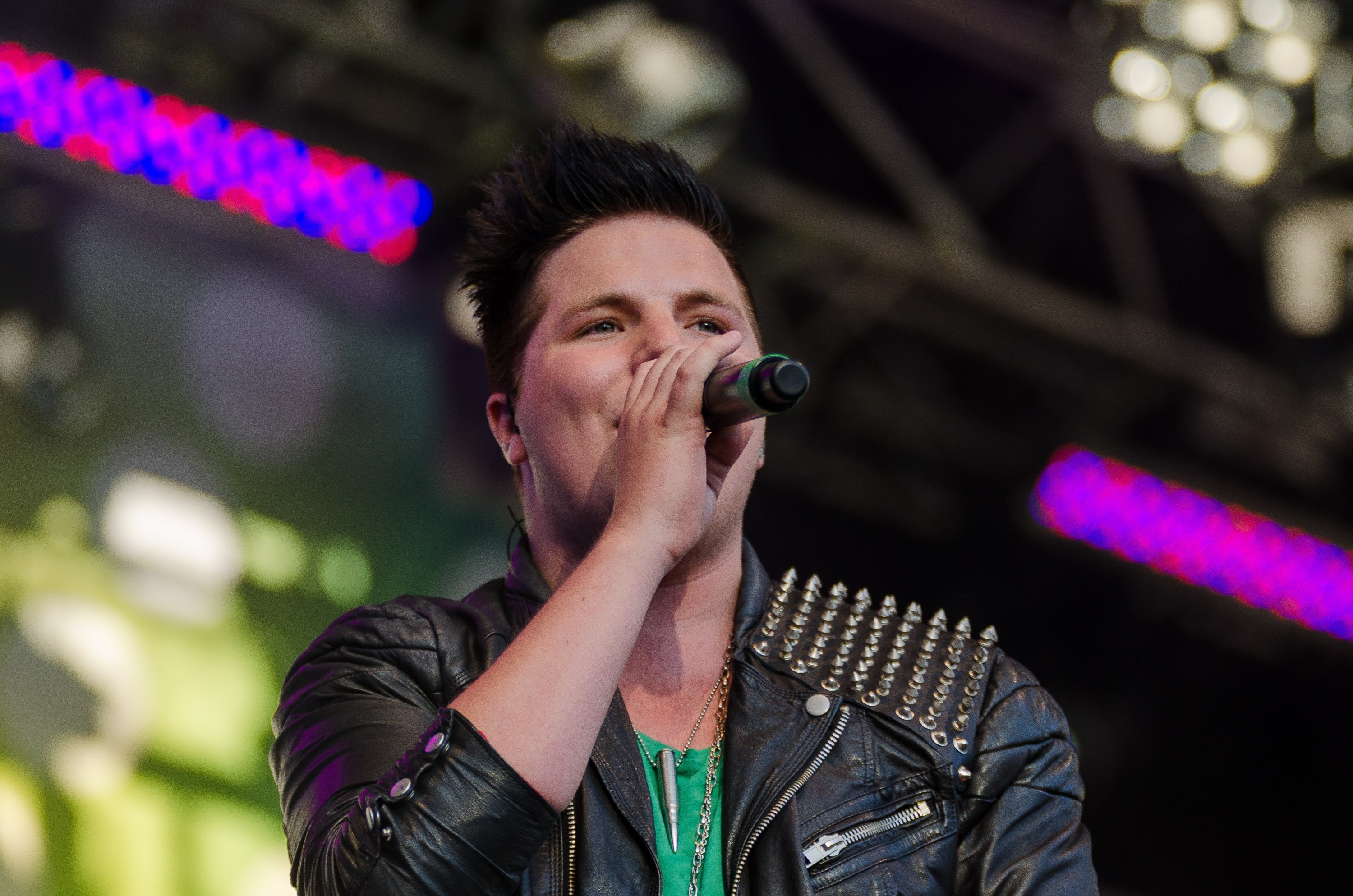
Robin Stjernberg im Jahr 2012

Robin James Olof Stjernberg [ˈrɔbɪn ˈdʒeɪms ˈuːlɔf ˈɧæːɳbærj] (* 22. Februar 1991 in Hässleholm) ist ein schwedischer Sänger, war 2011 Finalist im Gesangswettbewerb Idol und ist ehemaliges Mitglied der Boyband What’s Up. Er vertrat Schweden beim Eurovision Song Contest 2013 in Malmö, nachdem er aus dem nationalen Vorentscheid Melodifestivalen 2013 mit dem Titel You als Sieger hervorgegangen war. 2017 schrieb Robin Stjernberg den Titel I Can’t Go On für den schwedischen Sänger Robin Bengtsson. Dieser gewann das Melodifestivalen 2017 und vertrat Schweden beim Eurovision Song Contest 2017 in Kiew.

## Karriere

### What’s Up
Stjernberg war Mitglied der Gruppe What’s Up, der auch Eric Saade, schwedischer Teilnehmer im Eurovision Song Contest 2011, angehörte.

### Idol 2011 und Plattenvertrag
Stjernberg wurde hinter Amanda Fondell zweiter beim Wettbewerb Idol im Jahr 2011. Seine erste Single All This Way veröffentlichte er am 2. Dezember 2011, einem Titel aus dem Wettbewerb, der von Darin Zanyar, Idol-Zweiter aus dem Jahr 2004, und Arnthor Birgisson geschrieben wurde. Im Idol-Finale, das am 9. Dezember 2011 im Globen stattfand, unterlag er Fondell knapp mit 48 zu 52 Prozent.
Am 19. Dezember 2011 wurde bekannt, dass Stjernberg einen Plattenvertrag mit der Lionheart Music Group über Musikveröffentlichung, -verlag und Management abgeschlossen hat. Sein Debütalbum My Versions, eine Zusammenfassung der Idol-Staffel, wurde am 4. Januar 2012 veröffentlicht und erreichte den ersten Platz in der Sverigetopplistan, der schwedischen Hitparade. Die erste Single von diesem Album war Halo.

### Melodifestivalen und Eurovision Song Contest 2013
Im Jahr 2013 nahm Robin Stjernberg am Melodifestivalen, dem schwedischen Vorentscheid zum Eurovision Song Contest teil. Er trat in der vierten von insgesamt vier Vorrundenshows an und konnte sich keinen direkten Platz für das Finale sichern. Es gelang ihm aber, in der Zwischenrunde Andra Chans (zweite Chance) in das Finale am 9. März 2013 einzuziehen. Er erhielt in der Telefonabstimmung nur die zweitmeisten Stimmen (15,8 %, entspricht 75 Punkten) hinter Yohio (21,7 %, entspricht 103 Punkten). Jedoch wurde die Hälfte der Punkte von elf internationalen Jurys vergeben. Yohio erhielt von diesen nur 30 Punkte, während Stjernberg mit 91 Punkten knapp auf den ersten Platz gesetzt wurde. Hierdurch siegte Stjernberg letztendlich mit 166 Punkten vor Yohio mit 133 Punkte. Er ist der erste Teilnehmer, der über die zweite Chance, die es seit 2002 in dem Wettbewerb gibt, den Gesamtwettbewerb gewinnen konnte. Beim ESC 2013 belegte Stjernberg mit You schließlich Platz 14.

## Diskografie
Alben
- 2012: My Versions
- 2013: Pieces

Singles
- 2012: On My Mind
- 2013: You
- 2013: Pieces
- 2014: Thunderbolt (feat. Flo Rida)
- 2014: Body Language
- 2015: Let Me Dance With You (produced by TDK)

Autorenbeteiligungen
- 2021: Young Right Now (Robin Schulz feat. Dennis Lloyd)